# Burg Hervetsweiler
Die Burg Hevertsweiler ist eine abgegangene Spornburg an höchster Stelle (571 Meter über Normalnull) des Ortsteiles Hervetsweiler der Stadt Ingoldingen im Landkreis Biberach in Baden-Württemberg.
Von der vermutlich von den Herren von Essendorf um 1367 erbauten Burg ist nichts mehr erhalten.